# الملك سيزوستريس

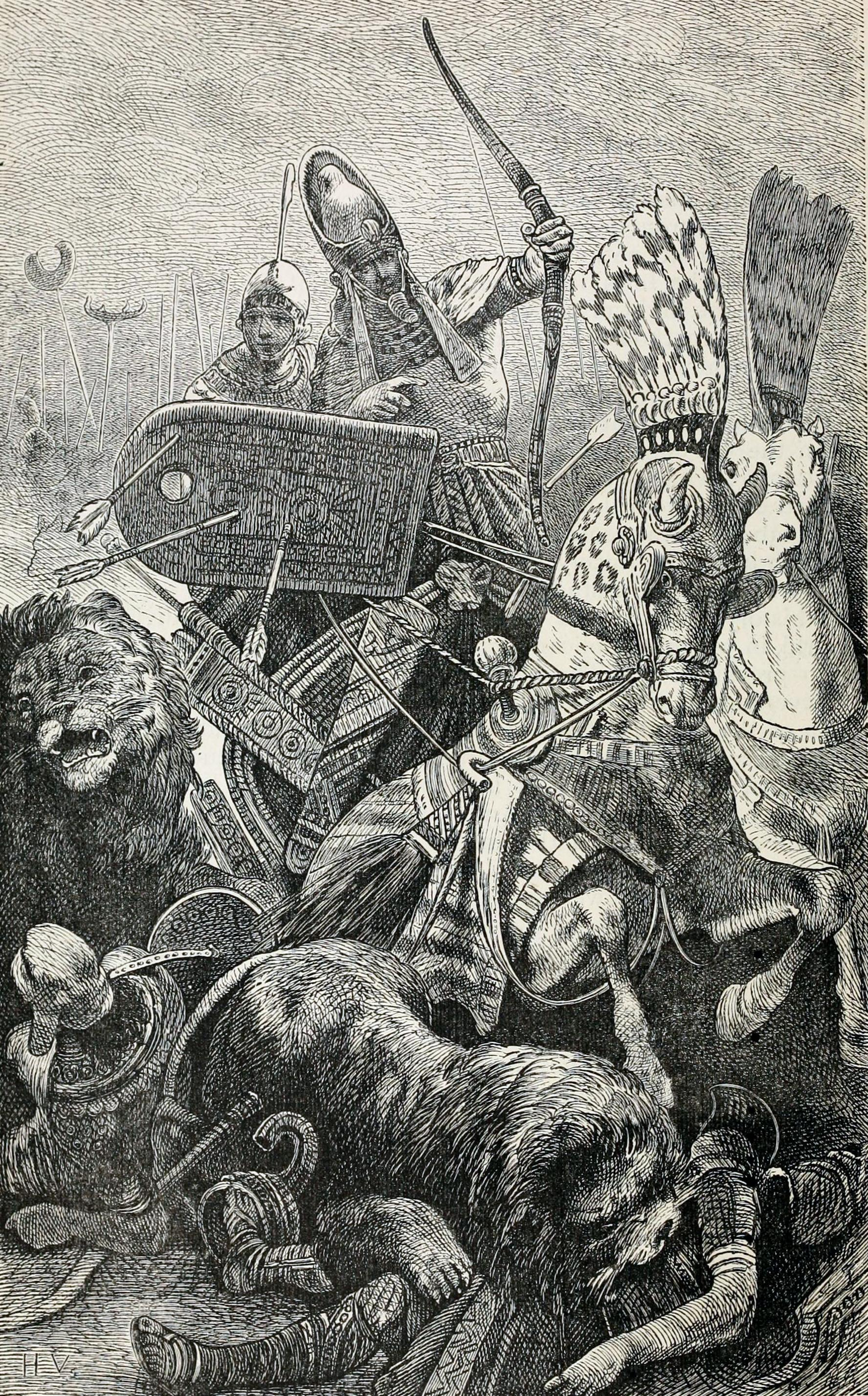
"سيزوستريس العظيم" ، تم تحديده في هذا النقش في القرن التاسع عشر باسم رمسيس الثاني أثناء معركة قادش

سيزوستريس هو الاسم الذي أطلقه المؤرخ  اليوناني هيرودوت على ملك مصر القديمة المفترض والذي كان قاد حملة عسكرية كبيرة ضد أوروبا. من تلك القصة، نسب مؤلفون كلاسيكيون آخرون غزو جزء كبير من العالم القديم.
وفقًا لهيرودوت وديودور الصقلي وسترابو، لم يُنسب إلى سيزوستريس فقط غزو كل آسيا وأوروبا حتى تراقيا وآشور و ميديا وإثيوبيا وسكيثيا وبلاد فارس وباختر وما إلى ذلك، ولكن أيضًا العديد من القوانين (على سبيل المثال، إنشاء الطبقات، وتوزيع الممتلكات، وتنظيم الحياة الاجتماعية وحتى المنزلية)، وإدخال العديد من العادات (على سبيل المثال، من أجل التحكم بسهولة في الأشخاص المدللين، يُزعم أنه أجبر الرجال على النسج، وارتداء ملابس اثنين، وما إلى ذلك)، تأسيس عبادة سيرابيس.
اسم سيزوستريس جماعي بلا شك. رأى يوسيفوس فلافيوس فيه شيشنق الأول (شيشق) من الكتاب المقدس. عرفه مانيتون ولاحقا كهنة طيبة على أنه رمسيس الثاني. ويفسر هذا الأخير بالشعبية الخاصة لهذا الملك، الذي ترك العديد من الآثار والمباني والنقوش والصور لمآثره العسكرية؛ بالإضافة إلى ذلك، خلال حياته، أطلق عليه الاسم الضئيل سيتسو-رع. إن وطنية الكهنة، في محاولة لخلق بطل قومي مساوٍ  لكورش و داريوس والإسكندر الأكبر، نقلت إليه أعمال ملوك آخرين (سنوسرت الثالث، تحتمس الثالث، سيتي الأول) وأكملتهم بمنتجات افتراءات (على سبيل المثال، حملة ضد السكيثيين، وفتح بلاد فارس وأوروبا). كما اعتبرت النقوش البارزة للملوك الآشوريين في نهر الكلب في فينيقيا والمنحوتات
 الحيثية في آسيا الصغرى من المعالم الأثرية المنتصرة لسيزوستريس من بين النماذج الأولية لسيزوستريس، ينبغي ذكر سنوسرت الثالث، أقوى ملك في الأسرة الثانية عشر وأكثرهم حروبًا.

## الملخص
القصة بدأت مع المؤرخ اليوناني القديم هيرودوت في سردها (حوالي 450 ق.م)؛ إلا أنها كانت معروفة كذلك لدي الرومان إذ سردت كذلك من طرف المؤرخ الروماني بلينيوس الأكبر في القرن الأول الميلادي وسردها آيضاً المؤرخ ديودور الصقلي في القرن الأول قبل الميلاد وسترابو اليوناني وكلهم مؤرخين من العصور القديمة ولكلٍ منهم مصادره الخاصة إذ سمعوها من عدة قصص محلية من عدة شعوب.
وكل تلك المواضيع المكتوبة تدور عن مَلك مصري قديم دُمرت كافة آثاره بعد موته؛ ذاك الملك كان له الفضل الأول في إنشاء المؤسسة العسكرية المصرية في شكلها الإمبراطوري؛ بل وكذلك نظم الاقتصاد المصري والعلاقات الإجتماعية المختلفة الخاصة بالمناصب الإدارية. فبحسب المؤرخ بلينيوس الأكبر، فإن المصريين عرفوا ذلك الملك باسم «سيزوستريس» بينما عرفه العرب باسم «باكوس» ويعني «العظيم» وأطلق عليه الكلدانيين اسم «بيلوس» وهو ما معناه في لغتهم الإله أو الملك الأعظم؛ وناداه التراقيين والفريجين باسم «فاليانت ومارس». (والتراقيين والفريجين هم شعوب سكنوا وسط أوروبا وغربي الأناضول) كما عُرف أيضاً من قبل اليونانيين باسم «اوزيريس».
مشهوراً بإنجازاته العسكرية؛ فقد حدد هيرودوتس أن سيزوستريس قاد بنفسه حملات عسكرية الي الأناضول ثم من هناك توجه الي جنوب روسيا حيث لقي السكيثيين وأخضعهم وبعد ذلك توجه الي التراقيين (عند بلغاريا في أوروبا) وبعد أن هزمهم عسكرياً أكمل مسيرته الي بلاد اليونانيين جنوباً من التراقيين وقد اضاف المؤرخ بلينيوس الأكبر الي ما حدده هيرودوت؛ فقد حدد ان الملك أرسل ثلاث حملات أخريات وأدوا الي إحتلال كلاً من مناطق:
- شبه الجزيرة العربية

- والهند (بعد السيطرة علي وادي السند وبلاد فارس وبابل وآشور) - وأخيراً حملة الي شمال إفريقيا وشبه جزيرة إيبيريا (إسبانيا والبرتغال).

هذا بينما حدد ديودور الصقلي والمؤرخ سترابو أن سيزوستريس أخضغ «جميع العالم» بأكمله
وإكمالاً في السرد فقد حدد هيرودوت أن أحد الجيوش في حملته علي أوروبا قد قاتل بضعف شديد؛ فسخر الملك منهم بأن نحت مجسم علي شكل الأعضاء التناسلية الأنثوية في عاصمتهم بعد الإحتلال؛ دليلا علي انهم حاربوا كالنساء.
كما أنه كان أول الملوك الذي نشر مستوطنين مصريين في القوقاز؛ ليحفظوا السيطرة المصرية هناك وقد كون أولائك المصريين فيما بعد حضارة «الكولخيس» التي قامت في جورجيا وأبخازيا لاحقا؛ وكان معروفاً عن الكولخيسيين انهم مارسوا عدد من نفس عادات المصريين وكان أشهرها الختان وبالرغم من تلك الإنجازات العسكرية الصخمة؛ فقد كان الملك سيزوستريس هو أول ملك حسب هيرودوت الذي إستطاع إيصال الماء للمصريين الساكنين في مدن بعيدة في قلب الصحراء (ويقصد مصريوا الواحات
بالرغم من كونه أسطورة الا ان جميع أثار هذا الملك تدمرت بشكل عام دون أن يتم ذكر السبب كما حدد هيرودوت؛ إلا أنه بالرغم من ذلك فقد أستطاع هيرودوت بنفسه رؤية بعض أثاره التي خلدها في بلاد التراقيين والفريجيين واخري من جنوب غرب آسيا بعد الإنتصارات العسكرية ضدهم. وهذا السرد الدراماتيكي لسيرة الملك سيزوستريس حسبما وصل من كتابات ودلائل المؤرخين القدماء. والتي عليها حاول علماء المصريات بعد تطبيق تلك المقولات والدلائل في علم الآثريات الي التعرف علي هوية هذا الملك؛ فبعضهم ربط الملك هذا مع الملك «سنوسرت الثالث» إذ عرف الملك سنوسرت بتسديده ضربات عسكرية حتي الأناضول. إلا أن صفات سيزوستريس لا تطابق بشكل كلي مع سنوسرت؛ وفي خضم خلاف بين العلماء علي هويته فقد حدد بعض علماء المصريات انه لربما تدمرت آثار هذا الملك بفعل خصومه داخل البلاد فعلا؛ وهو ما آدي الي محو ذكري ملك بهذه العظمة نهائيا من التاريخ.

## حسب هيرودوت
في  تاريخ هيرودوت، تظهر قصة رواها كهنة مصريون عن الملك سيزوستريس، الذي قاد جيشًا في اتجاه الشمال براً إلى آسيا الصغرى، ثم قاتل في طريقه غربًا حتى عبر إلى أوروبا، حيث هزم السكيثيين والتراقيين (على الرغم من أن هيرودوت لم يؤكد ذلك، يمكن الاستدلال على أنه وصل إلى نهر الدانوب). في سياق الحملة، أمر سيزوستريس بإقامة لوحات تذكارية للنصر؛ في تلك البلدات التي سيطر عليها بقتال شديد، أشار إلى كيف هزمهم بقواته، بينما في أولئك الذين استسلموا دون قتال، أضاف صورة الفرج إلى حالتهم الجبانة. ويضيف أنه تمكن بنفسه من رؤية بعض هذه النقوش في فلسطين، حيث أفاد أنه لاحظ صورة الصفات الأنثوية، وفي إيونية، حيث يوجد على الطريق من أفسس إلى فوجا وعلى ذلك من  سميرنا إلى  مغنيسيا اثنان. تظهر النقوش البارزة نصف محارب مدرع مصري ونصف إثيوبي مع نقش هيروغليفية على صدره ونصها: «لقد غزت هذا البلد بذراعي». على الرغم من أنه يقر بأن اسم سيزوستريس لا يظهر، إلا أنه مقتنع بأنه عمل هذا الملك وليس، كما يدعي مؤلفون آخرون، صورة الأسطوري ممنون.
عند عودته من سكيثيا، ترك سيزوستريس بعض جنوده، ولا يعرف هيرودوت ما إذا كان بإرادة الحاكم أم الهاربين، في منطقة  نهر فاس. سيكون هؤلاء المستوطنين أسلاف كولخيس، الذين أشار المؤلف إلى أن لديهم عادات ولغة مشابهة جدًا للمصريين. حتى أنه يضيف أن المصريين بالكاد تذكروا هذه العلاقة، لكنهم افترضوا أنه من الممكن أن ينحدر كولخيس من هؤلاء الجنود، بينما كان لدى كولخيس أنفسهم ذكرى أصلهم المصري. كما نفذ سيزوستريس حملة بحرية ضد شعوب البحر الأحمر، الذين تم إخضاعهم حتى وصولهم إلى منطقة كان البحر فيها غير سالك بسبب المياه الضحلة.
تستمر الحكاية بنسخة من القصة القديمة للأخوين المتنافسين، والتي يبدو أنها مرتبطة بأحد المتغيرات في أسطورة أوزوريس وست. في الواقع، يقول إنه بينما كان سيزوستريس في مدينة دافني دي  بيلوسيو، على الحدود الشرقية لمصر، خانه شقيقه، الذي تركه مسؤولاً عن المملكة، بإضرام النار في القصر الذي كان يقيم فيه. في مثل هذه النشوة، وبناءً على نصيحة زوجته، أخذ سيزوستريس اثنين من أطفاله الستة ونشرهم فوق النيران كجسر؛ الذي خلص به مع بقية عائلته. بعد الانتقام من أخيه، لا علاقة لكيفية قيام سيزوستريس بتوسيع حرم هيفيستوس (ربما بتاح) بحجارة ضخمة جرّها أسرى الحرب، والذين حفروا أيضًا شبكة القنوات الكبيرة التي كانت موجودة في زمن المؤرخ. وفقًا للرواية الكهنوتية، قام سيزوستريس أيضًا بتوزيع الأراضي على المصريين ووضع الضرائب عليها. كما حدث أثناء الفيضانات أن النهر أخذ جزءًا من الكمية المخصصة، رتب سيزوستريس أنه في هذه الحالة يتم قياس الانخفاض وبهذه الطريقة تم تخفيض الضريبة بشكل متناسب. يفترض هيرودوت أن هذه الحقيقة أدت إلى علم  الهندسة.
ويضيف، في نهاية القصة، أن سيزوستريس كان الملك المصري الوحيد الذي حكم إثيوبيا (ربما في إشارة إلى النوبة) وأنه ترك تماثيل ضخمة له ولزوجته وأربعة من أطفالهم أمام معبد هيفيستوس. بعد عدة قرون، أراد الملك الفارسي دارا الأول بناء ملكه الخاص في ذلك المعبد، منعه الكاهن على أساس أن غزوات هيفيستوس كانت أكبر من غزوات الفارسيين، لأنه كان قادرًا على إخضاع السكيثيين، وهو ما لم يستطع دارا الأول القيام به.
وفقًا لديودور الصقلي (الذي يسميه سيزوسيس) وسترابو، فقد غزا العالم بأسره، حتى سكيثيا وإثيوبيا، وقسم مصر إلى مناطق إدارية أو  مقاطعات، وكان صانعًا كبيرًا للقانون، وأدخل  نظامًا طبقيًا في مصر وعبادة سيرابيس. ويروي هيرودوت أيضًا أنه عندما هزم سيزوستريس جيشًا دون مقاومة كبيرة، أقام عمودًا في عاصمتهم عليه فوهة ليرمز إلى حقيقة أن الجيش قاتل مثل النساء. يذكر بليني الأكبر أيضًا سيزوستريس، الذي يزعم أنه هُزم على يد  شاولس، ملك كولخيس الغني بالذهب.
يصف هيرودوت سيزوستريس بأنه والد الملك الأعمى فرعون، الذي كان أقل حروبًا من والده.

## البحث الحديث
في مانيتون ايجيبتياكا (تاريخ مصر)، احتل فرعون يُدعى «سيزوستريس» نفس منصب الملك المعروف سنوسرت الثالث من  الأسرة الثانية عشر، ويُنظر إلى اسمه الآن على أنه تحريف لسنوسرت / سينوسرت / سينوسري. في الواقع، يُعتقد عمومًا أنه يستند إلى سنوسرت الثالث، مع إمكانية إضافة ذكريات لملوك آخرين يحملون نفس الاسم من نفس الأسرة، بالإضافة إلى سيتي الأول ورمسيس الثاني من الأسرة التاسعة عشرة المتأخرة.
صور سيزوستريس المنحوتة في الحجر في إيونية والتي قال هيرودوت إنه شاهدها من المحتمل أن تكون متطابقة مع النقوش  اللوفية  لممر كارابيل، نقش كارابيل، المعروف الآن أن تاركاسناوا، ملك ولاية أرزاوا الردف، قد نحت  ميرا. كان ملوك الأسرتين  الثامنة عشر و التاسعة عشر أعظم الفاتحين الذين أنتجتهم مصر على الإطلاق، وسجلاتهم واضحة حول حدود التوسع المصري. هاجم سنوسرت الثالث بلاد الشام حتى شكيم، أيضًا في إثيوبيا، وفي سمنة فوق الشلال الثاني أقام لوحة غزو تذكر في تعابيرها لوحات سيزوستريس في هيرودوت: وبالتالي، قد يكون سيزوستريس هو صورة مكبرة للغاية لهذا الملك.